# 원 히트 원더
원 히트 원더(one-hit wonder)는 대중 음악에서, 한 개의 싱글(혹은 곡)만 큰 흥행을 거둔 아티스트를 의미하는 말이다.
원 히트 원더 가수들은 당대의 유행에 편승하여 잠깐 동안 인기를 끌고 사라진 경우가 많다. 하지만 흥행 이후 계속해서 그 인기를 끌어가려고 분투했던 가수들도 많이 있다. 또한 셰넌 훈이나 미니 리퍼튼처럼 갑작스런 죽음으로 하나의 싱글밖에 내지 못한 가수도 있다.
이러한 원 히트 원더들은 팝 음악 역사 전반에 걸쳐 등장하지만 대부분 디스코, 뉴 웨이브, 그런지 등 그 유행이 오랫동안 지속되지 못했던 장르가 유행했던 시기에 집중되어 있다.
비록 이 용어가 때로는 다소 멸시적인 분위기로 쓰이긴 하지만, 일부 팬들은 이러한 곡과 그 가수에 대해 지속적인 열정을 갖고 있는 경우도 있다. 원 히트 원더 가수들 중엔 다른 곡을 통해 흥행을 도전하는 것 자체를 포기하는 아티스트가 있는 반면, 일부는 이를 받아들이고 계속 음악 활동을 하거나 작곡가 등으로 전향하는 아티스트들도 있다.

## 정의
미국의 음악 산업 종사자들은 빌보드의 핫 100 차트의 40위 안에 든 것을 "흥행"(hit)이라 간주한다. 따라서 이러한 점만 본다면, 원 히트 원더는 차트 40위 안에 한 번만 진입했던 아티스트를 지칭한다고 볼 수 있다. 하지만 원 히트 원더라는 용어는 보통 "한 곡으로만 널리 알려진 가수"로서 더 많이 사용된다. 즉 차트 40위에 딱 한번만 진입했던 가수를 모두 원 히트 원더라 여기지 않는다는 것이다.
웨인 잰식의 《The Billboard Book of One-Hit Wonders》(1998년)라는 책에서는 원 히트 원더를 좀 더 보수적으로 정의하는데, 이에 따르면 "원 히트 원더는 빌보드의 전국 톱 40 팝 차트에 딱 한번만 진입한 활동(act)"이다. 따라서 그는 지미 핸드릭스나 재니스 조플린 등을 원 히트 원더 가수의 범주에 넣었다. 잰식의 정의는 솔로 활동과 그룹 활동을 구별하기 때문에, 로저 달트리는 더 후와는 구분이 된다. 또한 그는 원 히트 원더 아티스트의 범위를 "로큰롤 시대"의 시작(그는 1955년 1월로 정의했다.)부터 1992년 12월 31일까지로 정했다. 이는, 5년의 공백을 두어, 혹시 모르는 다른 곡의 히트를 고려하기 위함이었다.
영국에서 원 히트 원더는 영국 싱글 차트의 20위 안에 딱 한번만 진입했던 가수나 밴드를 지칭한다. 따라서 이는 미국 등지의 정의에 비해 훨씬 한정적이다. 이 용어는 "히트 싱글들의 기네스 북"(Guinness Book of Hit Singles)에서 1970년대부터 사용되었다. 그리고 그 당시 정의는 훨씬 엄격하여, "단 하나의 싱글 차트 1위"만 낸 가수로 정의 내렸었다.